# 즈보니미르 보반
즈보니미르 보반(크로아티아어: Zvonimir Boban, 1968년 10월 8일, 유고슬라비아 이모트스키 ~ )은 과거 크로아티아의 축구 선수다. 그의 포지션은 공격형 미드필더로, 선수 생활의 대부분을 AC 밀란과 크로아티아 축구 국가대표팀에서 보냈으며 좋은 패스와 시야를 가진 플레이메이커로 명성을 떨쳤다. 보반은 1998년 FIFA 월드컵에서 크로아티아 대표팀의 주장으로 출전하기도 했다.

## 경력
이모츠키에서 태어난 보반은 디나모 자그레브에서 선수 생활을 시작했다. 그를 유명하게 만든 것은 지금도 악명 높은 경기로 남아있는 1990년 5월에 열렸던 레드 스타 베오그라드와 디나모 자그레브의 경기로, 이 경기는 당시 세르비아와 크로아티아의 악화된 정세로 인해 전쟁을 방불케 하는 분위기 속에서 펼쳐진 경기였다. 결국 경기 후에 양측 응원단이 충돌이 발생하자 세르비아인이 대부분을 차지하고 있던 경찰들은 디나모 자그레브 응원단에게만 폭력과 구타를 행사, 이를 지켜보다 참지 못한 보반은 세르비아측 경찰에게 이단옆차기를 날렸고, 이 사건은 그를 크로아티아의 국민적 영웅으로 만들었다.
이 사건으로 인해 9개월 동안 출장 정지 처분을 받아 1990년 FIFA 월드컵에 출전하지 못했다. 1991년에는 세리에 A의 AC 밀란에 입단했고, 일 년간 AS 바리에서 활동한 뒤 AC 밀란의 주력 선수로 활약하였다.
유고슬라비아 축구 국가대표팀에서는 8경기에서 1골을 기록했는데, 1989년에 열린 브라질과의 경기에서는 후반 도중 출장해, 당시 유고를 대표하는 선수들이었던 드라간 스토이코비치, 데얀 사비체비치, 로베르트 프로시네치키와 함께 뛰었다.
유고슬라비아 연방 해체 후에는 크로아티아 축구 국가대표팀에 발탁되어 유로 96에서 뛰어난 활약을 펼쳤고, 이 대회에서 받은 포상금을 고아의 교육비와 전쟁으로 황폐해진 고향의 부흥을 위해 기부하였다. 또 첫 출전한 월드컵인 1998년 FIFA 월드컵에서는 팀의 주축 선수로 활약하며 크로아티아의 3위 수성에 공헌하였다.
2001년에는 셀타 비고로 이적했지만, 시즌이 종료되기 전에 현역에서 은퇴하였고, 2002년 10월 7일에는 은퇴 경기가 열려 많은 크로아티아 국민들이 아쉬움을 표했다.
이탈리아 방송국에서 해설자로 일했으며, 자국의 테니스 선수인 고란 이바니셰비치와는 절친한 친구 사이이다.
2016년부터 2019년까지 국제축구연맹에서 사무차장으로 일했으며 최근까지 AC 밀란의 CFO로 일했다.
- 유고슬라비아
  - 1987년 FIFA 세계 청소년 축구 선수권 대회 국가대표
- 크로아티아
  - UEFA 유로 1996 국가대표
  - 1998년 FIFA 월드컵 국가대표

## 수상
AC 밀란
- 세리에 A : 1992-93, 1993-94, 1995-96, 1998-99
- 이탈리아 슈퍼컵 : 1992, 1993, 1994
- UEFA 챔피언스리그 : 1993-94
- UEFA 슈퍼컵 : 1994

 유고슬라비아
- 1987년 FIFA 세계 청소년 축구 선수권 대회 우승

 크로아티아
- 1998년 FIFA 월드컵 3위

개인
- FIFA 세계 청소년 축구 선수권 대회 실버볼 : 1987
- 크로아티아 올해의 선수상 : 1991, 1999
- SN Yellow Shirt Award : 1991
- Franjo Bučar State Award of Sport : 1998, 2002